# Trofeo Matteotti
El Trofeo Matteotti es una carrera ciclista italiana disputada en los alrededores de Pescara, en el mes de agosto. El nombre del trofeo rinde homenaje a Giacomo Matteotti, diputado socialista asesinado en 1924.
Creada en 1945, de 1975 a 1995, fue el recorrido del Campeonato de Italia de Ciclismo en Ruta. Desde la creación de los Circuitos Continentales UCI en 2005 forma parte del UCI Europe Tour, dentro de la categoría 1.1.

## Palmarés
| Año                       | Ganador               | Segundo                | Tercero                  |
| ------------------------- | --------------------- | ---------------------- | ------------------------ |
| 1945                      | Mario Ricci           | Sergio Maggini         | Glauco Servadei          |
| 1946                      | Gino Bartali          | Adolfo Leoni           | Aldo Ronconi             |
| 1947                      | Virgilio Salimbeni    | Angelo Fumagalli       | Augusto Bontempi         |
| 1948                      | Spartaco Rosati       | Armando Barducci       | José Beyaert             |
| 1949                      | Giuseppe Minardi      | Livio Isotti           | Widmer Servadei          |
| 1950                      | Dante Rivola          | Fausto Marini          | Giovanni Pinarello       |
| 1951                      | Elio Brascola         | Rinaldo Moresco        | Remo Sabatini            |
| 1952 edición no realizada |                       |                        |                          |
| 1953                      | Giuseppe Doni         | Danilo Barozzi         | Livio Isotti             |
| 1954                      | Giuliano Michelon     | Luciano Ciancola       | Livio Isotti             |
| 1955                      | Giuseppe Minardi      | Danilo Barozzi         | Bruno Monti              |
| 1956                      | Bruno Tognaccini      | Roberto Falaschi       | Waldemaro Bartolozzi     |
| 1957                      | Silvano Ciampi        | Pierino Baffi          | Dino Bruni               |
| 1958                      | Ercole Baldini        | Aldo Moser             | Nello Fabbri             |
| 1959                      | Adriano Zamboni       | Silvano Ciampi         | Noè Conti                |
| 1960                      | Oreste Magni          | Italo Mazzacurati      | Fernandino Brandolini    |
| 1961                      | Angelo Conterno       | Gastone Nencini        | Gilbert Desmet           |
| 1962                      | Pierino Baffi         | Bruno Mealli           | Silvano Ciampi           |
| 1963                      | Pierino Baffi         | Rino Benedetti         | Franco Cribiori          |
| 1964                      | Guido De Rosso        | Giovanni Fabbri        | Giuseppe Sartore         |
| 1965                      | Guido De Rosso        | Diego Ronchini         | Ambrogio Portalupi       |
| 1966                      | Vito Taccone          | Felice Gimondi         | Adriano Durante          |
| 1967                      | Dino Zandegù          | Luigi Sgarbozza        | Michele Dancelli         |
| 1968                      | Ole Ritter            | Michele Dancelli       | Adriano Passuello        |
| 1969                      | Marino Basso          | Luigi Sgarbozza        | Adriano Durante          |
| 1970                      | Felice Gimondi        | Vittorio Urbani        | Tino Conti               |
| 1971                      | Wilmo Francioni       | Giancarlo Polidori     | Georges Pintens          |
| 1972                      | Davide Boifava        | Michele Dancelli       | Emanuele Bergamo         |
| 1973                      | Roger de Vlaeminck    | Marino Basso           | Pierino Gavazzi          |
| 1974                      | Franco Bitossi        | Francesco Moser        | Giovanni Battaglin       |
| 1975                      | Francesco Moser       | Valerio Lualdi         | Tino Conti               |
| 1976                      | Francesco Moser       | Pierino Gavazzi        | Enrico Paolini           |
| 1977                      | Wilmo Francioni       | Carmelo Barone         | Phil Edwards             |
| 1978                      | Francesco Moser       | Giovanni Battaglin     | Mario Beccia             |
| 1979                      | Giovanni Battaglin    | Silvano Contini        | Serge Parsani            |
| 1980                      | Silvano Contini       | Pierino Gavazzi        | Giovanni Battaglin       |
| 1981                      | Alf Segersäll         | Sergio Santimaria      | Gianbattista Baronchelli |
| 1982                      | Moreno Argentin       | Palmiro Masciarelli    | Ennio Salvador           |
| 1983                      | Marino Amadori        | Claudio Torelli        | Moreno Argentin          |
| 1984                      | Michael Wilson        | Daniele Ferrari        | Stefano Giuliani         |
| 1985                      | Pierino Gavazzi       | Palmiro Masciarelli    | Claudio Corti            |
| 1986                      | Jørgen Marcussen      | Pierino Gavazzi        | Gianbattista Baronchelli |
| 1987                      | Massimo Ghirotto      | Tullio Cortinovis      | Francesco Cesarini       |
| 1988                      | Ennio Salvador        | Jørgen Marcussen       | Rolf Sørensen            |
| 1989                      | Roberto Pelliconi     | Marco Vitali           | Eddie Salas              |
| 1990                      | Mario Chiesa          | Franco Ballerini       | Stefano Giuliani         |
| 1991                      | Daniel Steiger        | Pierino Gavazzi        | Stefano Giraldi          |
| 1992                      | Beat Zberg            | Marco Lietti           | Leonardo Sierra          |
| 1993                      | Alberto Elli          | Bruno Cenghialta       | Marco Giovannetti        |
| 1994                      | Rolf Sørensen         | Gianluca Bortolami     | Davide Cassani           |
| 1995                      | Gianni Bugno          | Paolo Lanfranchi       | Andrea Tafi              |
| 1996                      | Andrea Ferrigato      | Alberto Elli           | Massimo Podenzana        |
| 1997                      | Frank Vandenbroucke   | Daniele Nardello       | Carlo Finco              |
| 1998                      | Francesco Casagrande  | Stefano Cattai         | Paolo Savoldelli         |
| 1999                      | Francesco Casagrande  | Ivan Basso             | Fabio Sacchi             |
| 2000                      | Evgueni Seniouskine   | Massimo Donati         | Luca Mazzanti            |
| 2001                      | Gianni Faresin        | Luca Mazzanti          | Daniele De Paoli         |
| 2002                      | Salvatore Commesso    | Fabio Sacchi           | Matteo Tosatto           |
| 2003                      | Filippo Pozzato       | Alessandro Spezialetti | Claudio Bartoli          |
| 2004                      | Danilo Di Luca        | Paolo Bossoni          | Oscar Camenzind          |
| 2005                      | Ruggero Marzoli       | Paolo Bailetti         | Fortunato Baliani        |
| 2006                      | Ruslan Pidhorny       | Pasquale Muto          | Raffaele Ferrara         |
| 2007                      | Filippo Pozzato       | Alessandro Bertolini   | Luca Mazzanti            |
| 2008                      | Paolo Bettini         | Francesco Reda         | Pasquale Muto            |
| 2009 edición no realizada |                       |                        |                          |
| 2010                      | Riccardo Chiarini     | Leonardo Bertagnolli   | Miguel Ángel Rubiano     |
| 2011                      | Oscar Gatto           | Davide Rebellin        | Miguel Ángel Rubiano     |
| 2012                      | Pierpaolo De Negri    | Marko Kump             | Fabio Taborre            |
| 2013                      | Sébastien Reichenbach | Johann Tschopp         | Enrico Battaglin         |
| 2014 edición no realizada |                       |                        |                          |
| 2015                      | Yevgueni Shalunov     | Andrea Pasqualon       | Davide Vigano            |
| 2016                      | Vincenzo Albanese     | Manuel Belletti        | Davide Vigano            |
| 2017                      | Serguéi Shílov        | Manuel Belletti        | Marco Canola             |
| 2018                      | Davide Ballerini      | Giovanni Visconti      | Marco Tizza              |
| 2019                      | Matteo Trentin        | Andrey Amador          | Daniel Savini            |
| 2020                      | Valerio Conti         | Diego Rubio            | Daniel Savini            |
| 2021                      | Matteo Trentin        | Jhonatan Restrepo      | Valentin Ferron          |
| 2023                      | Sjoerd Bax            | Simone Velasco         | Lorenzo Rota             |
| 2024                      | Orluis Aular          | Alessandro Covi        | Alexéi Lutsenko          |
| 2025                      |                       |                        |                          |

## Palmarés por países
| País         | Victorias |
| ------------ | --------- |
| Italia       | 60        |
| Dinamarca    | 3         |
| Suiza        | 3         |
| Bélgica      | 2         |
| Rusia        | 2         |
| Suecia       | 1         |
| Australia    | 1         |
| Bielorrusia  | 1         |
| Ucrania      | 1         |
| Países Bajos | 1         |
| Venezuela    | 1         |